# Manoir du Bois Morin (Bonchamp-lès-Laval)
Pour les articles homonymes, voir Manoir du Bois-Morin.
Le manoir du Bois Morin est un château français situé à Bonchamp-lès-Laval, dans le département de la Mayenne et la région des Pays de la Loire. Il est situé à 2 kilomètres au nord du bourg, sur la route d'Argentré à Laval.

## Histoire
Il s'agit d'une ancienne terre seigneuriale ayant justice foncière, garenne, etc. Le château a été construit en 1780 par René Hardy de Lévaré.

## Sources et bibliographie
- « Manoir du Bois Morin (Bonchamp-lès-Laval) », dans Alphonse-Victor Angot et Ferdinand Gaugain, Dictionnaire historique, topographique et biographique de la Mayenne, Laval, A. Goupil, 1900-1910 [détail des éditions] (BNF 34106789, présentation en ligne)